# Rakketax
Rakketax was een Nederlandse post-punkband die actief was in de jaren 1979-1983 uit de omgeving van Utrecht. De nummers waren minimalistisch, het tempo lag meestal hoog en de zang was fel, maar er was ook ruimte voor melodieën en ongebruikelijke songstructuren. 

## Achtergrond
De band bestond uit Jeroen Dunselman (zang, bas, drums), Harry Haakman (idem) en Niels de Hoog (gitaar). Er werd veelvuldig opgetreden in Nederland en België en Italië. Daarbij wisselden Jeroen en Harry halverwege van rol. Jeroen speelde eerder gitaar in de voorgaande editie van de band (1979-1980), met zangeres Frederieke ‘Fretje’ Nijenhuis, bassist Gerard ‘Koekie’ Kollaard en diens broer Tjako op drums. In die bezetting werd onder meer ‘Van Agt’ opgenomen voor de ep Utreg Punx. Later voegde ook Niels zich bij de band. Van die opstelling zond het VPRO-radioprogramma Oorkussen begin 1980 een concert uit, opgenomen in de Eindhovense Effenaar, waar zij in het voorprogramma van de Britse band The Raincoats speelden.

## Discografie
- In 1981 bracht de band in eigen beheer een E.P. met zes nummers uit, tevens bijdragen aan het verzamelalbum Parkhof 11-4-81
- In 1982 werden drie nummers bijgedragen aan de verzamel-lp Als je haar maar goed zit (Vögelspin Records). De opnamen werden gemaakt in Joke's Koeienverhuurbedrijf, de studio van Dolf Planteijdt te Schellingwoude.
- Een live-opname staat op de langspeelplaat Parkhof 11-4-81 (VG Records).